# Fèax
Fèax  (en grec antic: Φαίαξ 'Faíax') va ser un heroi, fill de Posidó i de Cercira, una nimfa filla d'Asop, raptada pel déu.
Era el rei d'una illa de la costa de l'Epir, Corcira (Corfú) que dedicà a la seua mare.
Va tenir dos fills, Alcínous, que el va succeir, i Locros, que va donar nom als locris. Alguns també li atribueixen la paternitat de Crotó, l'epònim de la ciutat de Crotona. Fèax va donar nom al poble dels feacis.